# Anndi McAfee
Anndi Lynn McAfee (Los Angeles, 28 settembre 1979) è un'attrice, doppiatrice e cantante statunitense.
È la sorella di Scott McAfee.

## Biografia
Ha iniziato a lavorare come attrice e doppiatrice dall'età di 9 anni ed è principalmente nota per aver doppiato Robyn Starling nel film d'animazione Tom & Jerry - Il film da cui ha vinto uno Young Artist Awards e, tra i videogiochi, Monica Raybrandt, protagonista femminile di Dark Chronicle (in cui ha doppiato anche il fratello Scott nel ruolo di Crest), e Lebreau di Final Fantasy XIII